# Private (Wirtschaftsmagazin)
Private – Das Geld-Magazin ist ein Schweizer Wirtschaftsmagazin. Es wurde 1999 gegründet und erscheint 4 Mal jährlich.
Das Magazin befasst sich mit dem Thema Geldanlage (Private Banking, Fonds & Asset Management, Vorsorge & Versicherung, Immobilien, Recht & Steuern). Es richtet sich an Banker, Vermögensverwalter, Rechtsanwälte und Treuhänder, Privatanleger und institutionelle Investoren. Seit 2002 verleiht Private zusammen mit Finanzinstituten, Unternehmen, Anwaltskanzleien, Verbänden und Beratungsunternehmen den Medienpreis für Qualitätsjournalismus.
Herausgeber ist der Verlag «Private Medien GmbH», dessen Besitzer Norbert Bernhard seit der Gründung auch Chefredaktor ist.